# Chapini
Chapini ist eine Ortschaft im Departamento Cochabamba im südamerikanischen Andenstaat Bolivien.

## Lage im Nahraum
Chapini liegt in der Provinz Esteban Arce und ist die viertgrößte Ortschaft des Cantón Quiriria im Municipio Anzaldo südlich der fruchtbaren Hochebene des Valle Alto. Die Ortschaft liegt auf einer Höhe von 2875 m an einem der Bergrücken, die den Río Caine nach Nordosten begrenzen. Teil der Ortschaft ist die Bildungseinrichtung „Unidad Educativa Wawa Wasi de Chapini“.

## Geographie
Chapini liegt im Übergangsbereich zwischen der Anden-Gebirgskette der Cordillera Central und dem bolivianischen Tiefland.
Die mittlere Durchschnittstemperatur der Region liegt bei etwa 18 °C (siehe Klimadiagramm Cochabamba) und schwankt nur unwesentlich zwischen 14 °C im Juni/Juli und 20 °C im Oktober/November. Der Jahresniederschlag beträgt nur rund 450 mm, bei einer ausgeprägten Trockenzeit von Mai bis September mit Monatsniederschlägen unter 10 mm und einer Feuchtezeit von Dezember bis Februar mit 90 bis 120 mm Monatsniederschlag.

## Verkehrsnetz
Chapini liegt in einer Entfernung von 83 Straßenkilometern südöstlich von Cochabamba, der Hauptstadt des gleichnamigen Departamentos.
Von Cochabamba aus führt die asphaltierte Nationalstraße Ruta 7 in südöstlicher Richtung 33 Kilometer bis Tolata, von dort die Ruta 4305 über acht Kilometer weiter nach Süden über Cliza und Toco nach Anzaldo. Von dort aus folgt man weiter der Ruta 4305 über Sivingani nach Chapini und dann auf Serpentinen hinab zum Río Caine, überquert den Fluss auf einer Brücke und erreicht das auf dem gegenüberliegenden Höhenzug gelegene Torno Ckasa.

## Bevölkerung
Die Einwohnerzahl der Ortschaft ist in dem Jahrzehnt zwischen den beiden letzten Volkszählungen um ein Viertel zurückgegangen:
| Jahr | Einwohner         | Quelle       |
| ---- | ----------------- | ------------ |
| 1992 | keine Detaildaten | Volkszählung |
| 2001 | 148               | Volkszählung |
| 2012 | 107               | Volkszählung |
| 2024 |                   | Volkszählung |

Die Region weist einen hohen Anteil an Quechua-Bevölkerung auf, im Municipio Anzaldo sprechen 99,2 Prozent der Bevölkerung Quechua.